# 官修墳墓

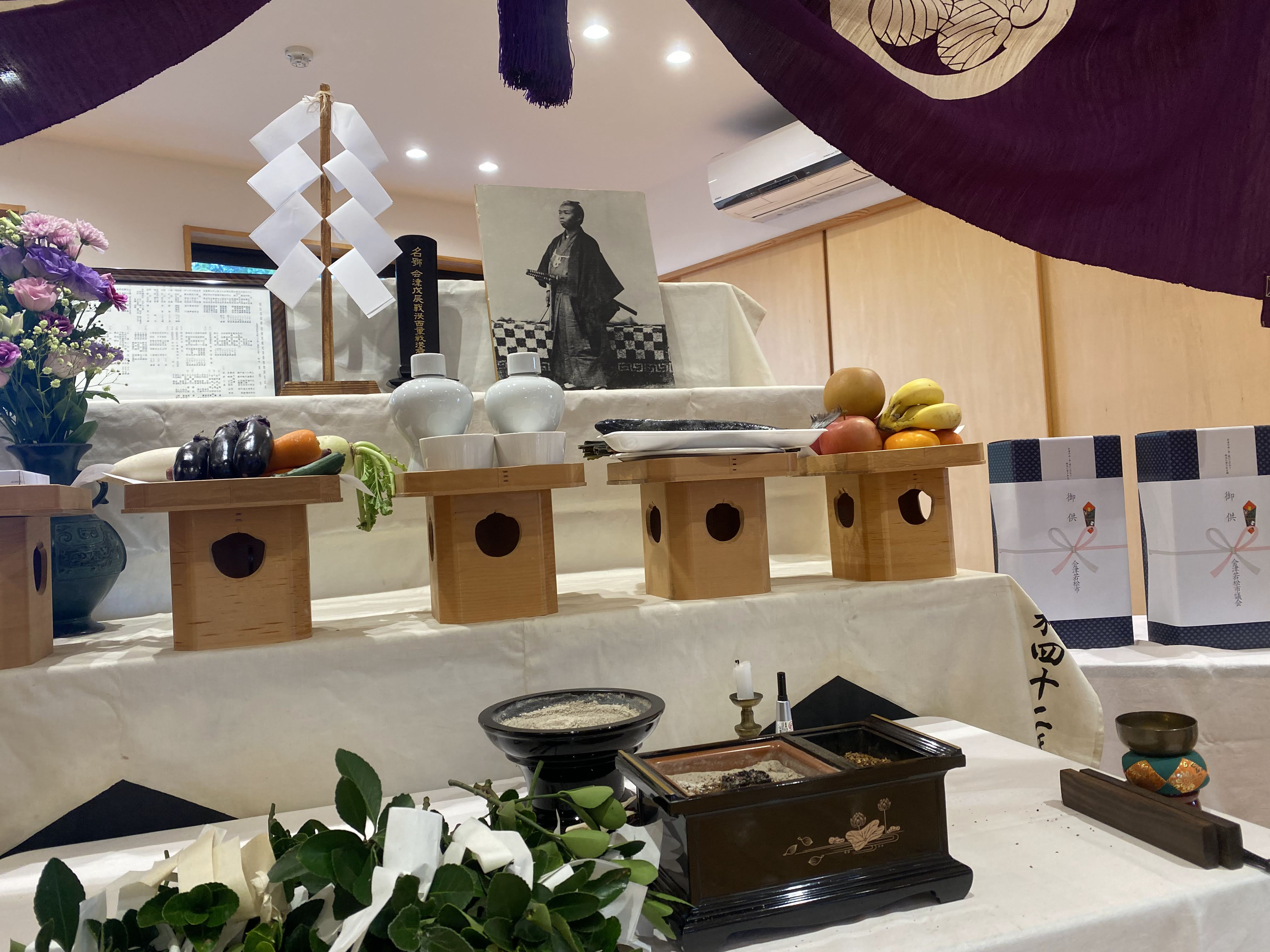
会津若松市・西軍戦歿者（旧官修墳墓）慰霊祭（戦歿者を代表し迅衝隊軍監小笠原唯八の遺影が掲げられる）

官修墳墓（かんしゅうふんぼ）は、戊辰戦争ののち各地に建立された招魂社に併設された戦没者（戦病死者等も含む）の墓所。「官修墳墓」の名称は1874年に出された明治7年2月15日内務省達乙第十二号により官費によって修繕費が賄われることになった墓石の総称として用いられた。官修墓地と称されている墓所もある。

## 歴史
戊辰戦争の進行とともに各地に招魂社が建立され、これに併設して墓所を設ける例も多かったが、各藩が設置した招魂社は廃藩置県とともに政府に移管された。1874年に出された明治7年2月15日内務省達乙第十二号により招魂社に併設された墓所を官修墳墓とし、監守者を置き、官費によって修繕費が賄われることになった。さらに1875年の明治8年4月24日太政官達第六七号「招魂社経費並墳墓修繕費定額に関する件」で維持修繕に充当するため国庫から1所につき定額として1箇年金6円25銭が支給されることとなった。
第二次世界大戦後は管理体制が明瞭でなくなり、荒廃する場所も出てきたため、1961年（昭和36年）10月3日の総理府甲第二九四号「官修墳墓の維持、管理及び祭祀について」の通達により、官修墳墓は基本的に所在地の市町村の管理に委ねられることになった。

## 各地の墓所
函館護国神社 官修墳墓
北海道函館市青柳町9-23。箱館戦争における新政府軍戦没者の墓所で、1942年（昭和17年）までに函館護国神社に移された。
報恩寺官修墓地
栃木県宇都宮市西原一丁目。
光琳寺官修墓地
栃木県宇都宮市西原一丁目。
久保山墓地 官修墓地
神奈川県横浜市西区元久保町（久保山墓地）。戊辰戦争において野毛山に設置された横浜軍陣病院で亡くなった長州藩と薩摩藩の戦没者の墓所。
官修墓地
神奈川県横須賀市。1877年（明治10年）に西南戦争で鹿児島から東京へ帰還する船中でコレラに感染して多くの兵士が亡くなり、遺族不明の48人が黒崎海岸に埋葬され、1913年（大正2年）に改葬された墓所。
史跡 西南の役細島官軍墓地
宮崎県日向市大字日知屋2489番地。迫田鉄五郎少佐以下319名の官軍兵士が葬られており官修墳墓として整備された。日向市指定文化財。